# Bazarnye Mataki
Bazarnye Mataki (in russo Базарные Матаки?; in tartaro: Базарлы Матак) è un villaggio che si trova nella Repubblica autonoma del Tatarstan, in Russia. È il centro amministrativo del distretto Al'keevskij.
Il villaggio è situato a 134 km da Kazan'.